# 愛知県立豊田西高等学校
愛知県豊田西高等学校（あいちけんりつとよたにしこうとうがっこう）は、愛知県豊田市小坂町に所在する公立高等学校。

## 概要
1940年（昭和15年）に愛知県挙母中学校として開校。通称は“西高”（にしこう）、“豊西”（とよにし）。
三河学区に属し主に豊田市とみよし市、岡崎市に住む生徒が多い。また尾張学区の日進市、東郷町からも進学可能である。
学校独自の行事として、大学の教授による講義を体験する豊西総合大学や、様々な分野で活躍している人を講師として迎え、これまでの人生の軌跡を聞く人生講演会などがある。
2022年11月28日、愛知県の中高一貫教育の第2次導入校として指定される。併設中学校が設置されることとなり、2026年4月開校を目指す。

## 沿革
- 1940年（昭和15年）
  - 2月2日 - 設置の件を文部省より許可される。
  - 4月4日 - 愛知県挙母中学校として開校。
    - 校舎は愛知県西加茂郡挙母町立青年学校の旧校舎を県に移管。
- 1948年（昭和23年）
  - 4月1日 - 学制改革により新制高等学校となり、「愛知県立挙母西高等学校」ならびに「愛知県立挙母西高等学校併設中学校」と改称。
  - 10月1日 - 愛知県における学校再配置により、愛知県挙母西高等学校、愛知県立挙母東高等学校、および愛知県立猿投農林高等学校を統合し、「愛知県立加茂高等学校」と改称。
- 1949年（昭和24年）
  - 1月31日 - 藤岡、小原、足助、松平、旭の5分校（定時制）を設置。
  - 4月1日 - 定時制農業科と5分校を、猿投高等学校として分離する。普通科、家庭科、商業科、農業科の4課程、および就業年限1年の別科を設置する、総合高等学校となる。
- 1950年（昭和25年）4月1日 - 「愛知県立挙母高等学校」と改称し、農業科を廃止する。農業科は愛知県立猿投農林高等学校として分離する。
- 1954年（昭和29年）3月31日 - 別科を廃止。
- 1959年（昭和34年）
  - 2月20日 - 講堂兼体育館竣工。
  - 3月31日 - 東西校舎に分離。
  - 4月1日 - 「愛知県立豊田西高等学校」と改称、愛知県立豊田東高等学校を分離する。普通科と商業科を設置。
- 1961年（昭和36年）3月31日 - 特別教室棟（社会科、音楽）竣工。
- 1962年（昭和37年）2月10日 - 校地拡大、1176坪になる。
- 1963年（昭和38年）
  - 2月8日 - 商業科の募集停止。
  - 5月31日 - 生徒急増により、教室棟（鉄筋コンクリート3階建て6教室分）竣工。
- 1964年（昭和39年）
  - 3月15日 - 生徒急増により、教室棟増築（鉄筋コンクリート3階建て6教室分）。
  - 4月1日 - 定時制普通科設置
- 1965年（昭和40年）4月1日 - 商業科廃止、普通科のみとなる。
- 1966年（昭和41年）3月20日 - 教室棟増築（鉄筋コンクリート3階建て9教室分）。
- 1967年（昭和42年）3月31日 - 教室棟増築（鉄筋コンクリート3階建て6教室分）とトイレ竣工。
- 1968年（昭和43年）3月31日 - 教室棟東に位置する家庭科室部分を増築（鉄筋コンクリート3階建て3教室分） 、武道館竣工。
- 1969年（昭和44年）
  - 3月31日 - 中央の渡り廊下、給食室竣工。
  - 7月14日 - プール完成。
- 1971年（昭和46年）4月21日 - 理科棟（鉄筋コンクリート4階建て）竣工。
- 1972年（昭和47年）7月31日 - 旧本館棟取り壊し完了。
- 1973年（昭和48年）3月31日 - 本館棟、昇降口竣工。
- 1980年（昭和55年）3月20日 - 弓道場竣工。
- 1985年（昭和60年）2月28日 - 校歌碑建立。
- 1986年（昭和61年）2月28日 - 「飛翔」像建立。
- 1988年（昭和63年）- 複合選抜方式による入学者選抜の実施（三河学区1群Bグループ）。
- 1989年（平成元年）7月8日 - 「雄渾」像建立。
- 1990年（平成2年）
  - 1月8日 - 校訓碑「躬行実践」建立
  - 9月29日 - 国旗掲揚塔設置。
  - 11月11日 - 創立50周年記念式典挙行。
- 1991年（平成3年）7月3日 - 「交通安全啓蒙塔」設置。
- 1993年（平成5年）
  - 2月9日 - 豊田市公共下水道に接続。
  - 2月22日 - 地学室をコンピュータ室に転用。
- 1996年（平成8年）3月4日 - テニスコート整備。
- 1997年（平成9年）2月25日 - 市道拡幅のために校地の一部分を廃止。
- 1998年（平成10年）
  - 3月25日 - 第70回記念選抜高校野球大会出場。
  - 4月8日 - 選抜高校野球大会応援部門最優秀賞受賞。
- 2000年（平成12年）10月28日 - 創立60周年記念式典挙行
- 2006年（平成18年）10月20日 - 老朽化による旧体育館の取り壊し（現サブグラウンド）。
- 2006年に必修一部科目の単位不足や未履修（いわゆる未履修問題）が明らかになった。学校側は謝罪し、放課後や冬休みに補習が行われた。
- 2008年（平成20年）6月30日 - 普通教室と特別教室に冷房設備導入。
- 2009年（平成21年）2月27日 - 理科棟耐震改修。
- 2010年（平成22年）10月23日 - 創立70周年記念式典挙行。
- 2011年（平成23年）1月31日 - 教室棟1期耐震改修。
- 2012年（平成24年）1月31日 - 教室棟2期耐震改修。
- 2013年（平成25年）4月1日- 文部科学省指定 スーパーサイエンスハイスクール（SSH）[開発型]指定校採択（2018年3月31日まで）
- 2013年（平成25年）9月30日 - 本館棟耐震改修。
- 2014年（平成26年）- イギリス・レプトン校（英語版）と姉妹校提携
- 2018年（平成30年）4月1日- 文部科学省指定 スーパーサイエンスハイスクール（SSH）[実践型]指定校採択（2023年3月31日まで）
- 2023年（令和5年）4月1日- 文部科学省指定 スーパーサイエンスハイスクール（SSH）[実践型]指定校採択（2028年3月31日まで）
- 2026年（令和8年）4月1日 - 併設中学校開校計画。

## 歴代校長
| 初代   | 池田豊穂   | 1940年2月10日 - 1943年3月30日 |
| 第2代  | 加藤清     | 1943年3月31日 - 1944年9月24日 |
| 第3代  | 横井廣保   | 1944年9月25日 - 1947年5月30日 |
| 第4代  | 青野久親   | 1947年5月31日 - 1948年6月11日 |
| 第5代  | 濱本彌三郎 | 1948年6月12日 - 1948年9月30日 |
| 第6代  | 寺嶋義彦   | 1948年10月1日 - 1952年3月31日 |
| 第7代  | 長谷川洋一 | 1952年4月1日 - 1954年3月31日  |
| 第8代  | 辻村泰夫   | 1954年4月1日 - 1956年3月31日  |
| 第9代  | 戸田甚兵衛 | 1956年4月1日 - 1959年3月31日  |
| 第10代 | 安積正雄   | 1959年4月1日 - 1961年3月31日  |
| 第11代 | 加藤清     | 1961年4月1日 - 1963年7月31日  |
| 第12代 | 兵藤三平   | 1963年8月1日 - 1974年3月31日  |
| 第13代 | 上島三夫   | 1969年4月1日 - 1971年3月31日  |
| 第14代 | 伊藤茂     | 1971年4月1日 - 1972年8月31日  |
| 第15代 | 水野民雄   | 1972年9月1日 - 1981年3月31日  |
| 第16代 | 木原力     | 1981年4月1日 - 1984年3月31日  |
| 第17代 | 長谷川勇夫 | 1984年4月1日 - 1986年3月31日  |
| 第18代 | 高井龍三   | 1986年4月1日 - 1990年3月31日  |
| 第19代 | 中村暢男   | 1990年4月1日 - 1992年3月31日  |
| 第20代 | 牧野宗夫   | 1992年4月1日 - 1995年3月31日  |
| 第21代 | 永井正宇   | 1995年4月1日 - 1998年3月31日  |
| 第22代 | 伊藤稔     | 1998年4月1日 - 2002年3月31日  |
| 第23代 | 室良雄     | 2002年4月1日 - 2004年3月31日  |
| 第24代 | 水野良治   | 2004年4月1日 - 2006年3月31日  |
| 第25代 | 川村則夫   | 2006年4月1日 - 2010年3月31日  |
| 第26代 | 四方元     | 2010年4月1日 - 2012年3月31日  |
| 第27代 | 青山伸一   | 2012年4月1日 - 2014年3月31日  |
| 第28代 | 杉山賢純   | 2014年4月1日 - 2018年3月31日  |
| 第29代 | 小瀧雄一郎 | 2018年4月1日 - 2021年3月31日  |
| 第30代 | 髙井俊直   | 2021年4月1日 - 2024年3月31日  |
| 第31代 | 鈴木孝文   | 2024年4月1日 -                |

## 部活動

### 野球部
選抜高等学校野球大会に1度出場経験がある。夏の県大会は準優勝6度あるが優勝経験はない。
- 1997年：秋季東海地区高等学校野球大会出場（第50回大会優勝）
- 1997年：第28回明治神宮野球大会出場
- 1998年：第70回選抜高等学校野球大会出場（ベスト16）

### 弓道部
- 2008年：全国高等学校総合体育大会出場（男子団体）
- 2010年：全国高等学校総合体育大会出場（女子個人）
- 2011年：平成22年度全国高等学校弓道選抜大会（震災の影響により大会は中止）出場認定（女子団体）
- 2012年：全国高等学校総合体育大会出場（男子団体）6位入賞
- 2015年：全国高等学校弓道選抜大会出場（女子個人）

### 放送部
- 1989年：第36回NHK杯全国高校放送コンテスト（朗読部門1位）
- 1990年：第37回NHK杯全国高校放送コンテスト（朗読部門4位）
- 1995年：第42回NHK杯全国高校放送コンテスト（朗読部門準優勝）
- 1996年：第43回NHK杯全国高校放送コンテスト（テレビドラマ部門3位）
- 1997年：第44回NHK杯全国高校放送コンテスト（テレビドラマ部門優良賞）
- 1998年：第45回NHK杯全国高校放送コンテスト（テレビドラマ部門準優勝）
- 2000年：第47回NHK杯全国高校放送コンテスト（テレビドラマ部門入選・テレビドキュメント部門出場）
- 2012年：第59回NHK杯全国高校放送コンテスト（テレビドラマ部門入選）

### SS科学部
- 2025年：令和７年度SSH生徒研究発表会（奨励賞）[3]

### カヌー
部活としては認められていないが、活動自体はみよし市の三好池にて行われている。インターハイへは6年連続で出場しており、複数種目での優勝、男子総合成績3位入賞などの実績がある強豪である。また、日本代表として国際大会に出場する選手を多数輩出している。
2006年
- 第61回国民体育大会出場（JC-1 200m 3位）

2007年
- 平成19年度全国高等学校総合体育大会出場（男子総合3位、C-1 200m 2位、C-4 200m 2位、C-1 500m 2位、C-2 500m 2位）
- 第62回国民体育大会出場（JC-2 200m 3位、JK-4 200m 2位、JC-2 500m 2位、JK-4 500m 3位）
- アジアジュニアカヌー選手権大会出場（JC-2 15km 4位）

2008年
- 平成20年度全国高等学校総合体育大会出場
- 第63回国民体育大会出場（JK-1 500m 3位）

2009年
- 平成21年度全国高等学校総合体育大会出場（男子総合5位、C-2 200m 優勝、C-1 500m 優勝、C-2 500m 2位）
- 第64回国民体育大会出場（JC-2 200m 優勝、JC-2 450m 2位）
- 世界ジュニアカヌー選手権大会出場

2010年
- 全国高等学校総合体育大会出場（C-1 200m 6位）
- 第65回国民体育大会出場（JC-1 200m 2位、JC-1 500m 3位）

2011年
- 平成22年度全国高等学校総合体育大会出場（K-1 200m 5位、K-1 500m 5位）
- 第66回国民体育大会出場（JK-1 200m 2位、JC-2 200m 優勝、JK-1 500m 優勝、JC-2 500m 2位）

2012年
- 平成23年度全国高等学校総合体育大会出場
- 第67回国民体育大会出場（JK-2 500m 3位）

## 交通
最寄り駅
- 名古屋鉄道 三河線・豊田線 豊田市駅
- 愛知環状鉄道 愛知環状鉄道線 新豊田駅

## 著名な卒業生
- 梅村早江子（元衆議院議員）
- 倉知俊彦（元愛知県議会議長、元自由民主党愛知県支部連合会会長、藍綬褒章受章、旭日中綬章受章、豊田市名誉市民）
- 太田朋子（遺伝学研究者[4][5]、国立遺伝学研究所名誉教授）「ほぼ中立説[6][7]」により学士院賞受賞。クラフォード賞受賞。文化勲章受章
- 兵藤釗（マルクス経済学者、東京大学名誉教授、元埼玉大学学長、元成城学園学園長）[8]
- 浮州重紀（元プロ野球選手）
- 佐々木隆治（経済学者、立教大学経済研究所副所長）
- 中垣俊之（生物学者、北海道大学電子科学研究所長、イグノーベル賞）
- 本多則惠（元厚生労働省国際労働交渉官、元東京大学社会科学研究所客員准教授）
- 杉浦忠（南海ホークス元投手、監督）
- 築舘範男 （サッカー指導者）（グアム代表監督）[9][10]
- いしかわじゅん（漫画家）
- 山戸結希（映画監督）
- 舛名大周一（力士）
- 深津麻弓（テレビアナウンサー）
- 長野美郷（フリーアナウンサー）
- 加藤マンヤ（現代美術家、愛知学泉大学教授）
- 山内道雄 （写真家）
- 八木哲也（元衆議院議員）
- 本田英志（プロ野球審判員）